# Èlaf
Èlaf (grec antic: Ἔλαφος, llatí: Elaphus) fou un metge grec, el quinzè descendent d'Asclepi, fill de Crisos i pare d'Hipòloc de Cos. Era de la família dels Asclepíades.
Va viure probablement a l'illa de Cos als segles VI i V aC. L'esmenta la Suïda.